# Bogarra
Bogarra község Spanyolországban, Albacete tartományban. Lakosainak száma 748 fő (2024).

## Földrajza
Bogarra Alcaraz, Paterna del Madera, Peñascosa, Aýna, Molinicos, Riópar és Vianos községekkel határos.

## Népesség
A település lakosságának változását az alábbi diagram mutatja:
| Lakosok száma | 1269 | 1164 | 1080 | 1021 | 1009 | 955  | 920  | 842  | 768  | 748  |
|               | 2001 | 2004 | 2006 | 2009 | 2011 | 2014 | 2016 | 2019 | 2021 | 2024 |